# Festival international du court métrage étudiant de Cergy-Pontoise
Le Festival International du Court-Métrage étudiant de Cergy-Pontoise est organisé par les membres de l'association Association Tant qu'il y aura des ohms !, étudiants de l'École nationale supérieure de l'électronique et de ses applications (ENSEA) ayant pour but de faire découvrir au public des courts-métrages réalisés par des étudiants du monde entier. 
La 27e édition se déroulera du 5 au 6 octobre 2017 à Cergy Le Haut.

## Prix décernés
- Prix de la Communauté d'agglomération de Cergy-Pontoise : 2 300 €
- Prix du Conseil général du Val-d'Oise : 1 000 €
- Prix du public : Prix de la Ville de Pontoise : 800 €
- Prix du Court d'Animation : Participation du film au Festival Image par Image
- Prix Coup de cœur de l'association TYO.

## Participation au Festival
Peuvent participer à la compétition, les films : 
- Réalisés par des étudiants uniquement : le Réalisateur doit posséder le statut d’étudiant lors du tournage.
- De tout genre (fictions, animations, documentaires et autres).
- D'une durée inférieure à 30 minutes.
- Datant de moins de 2 ans au 1er janvier. (ex : pour la 24e, il faut que le film soit réalisé après le premier janvier 2012)

Les films seront visionnées par les membres de l'association TYO, qui effectueront la sélection. Le Palmarès sera effectué par un jury de professionnel tout au long du festival. 

## Historique
Le festival est né en 1991, par son fondateur Ramuntxo Garbisu. Autrefois il s'appelait "L'Europe en V.O. : Festival européen du Court-Métrage étudiant". 
Après quelques années (7 ans) le festival devient international. Lors de sa première édition, la sélection du festival comptait 5 nationalités. Lors de la 20e édition, elle en comptait 13. Cette sélection s'est faite avec plus de 240 films reçus de 19 nationalités. 

### La20eédition
La 20e édition a vu le retour du fondateur de l'association, Ramuntxo Garbisu, pour présider le jury. Avec l'aide de l'un de ses partenaires la Communauté d'agglomération de Cergy-Pontoise ils ont réalisé un DVD pour retracer l'aventure du festival. Ils ont invité Monsieur Stefan Scarlatescu réalisateur de Gratitude grand gagnant de la 2e édition (1992). Ce film a été projeté lors de la séance de clôture permettant à son fils de voir pour la première fois l’œuvre de son père sur grand écran.

### Jury
Chaque année l'association recherche un jury de professionnel. Lors de la recherche de notre jury ils portent un point tout particulier à réaliser un jury avec des métiers différents dans le cinéma (cadreur, maquilleur, costumière... )
Le jury du festival est composé de professionnels du cinéma. Il est composé d'un président de Jury et de quatre personnes composant un jury de cinq membres.
Quelques exemples de président et/ou membres des différents jurys :
- 19e édition : Didier Dekeyser, Directeur des Laboratoires Eclairs
- 20e édition : Jean-Louis Bompoint, Directeur de la Photographie.
- 21e édition : François Lalande Ingénieur du son, François Lalande a travaillé au son dans les séries TV Joséphine, ange gardien, Interpol, R.I.S. Police scientifique.
- 21e édition : Sylvie Carcedo, Opérateur caméra, Sylvie Carcedo a travaillé aussi bien pour le petit écran que pour le cinéma, à travers Himalaya - l'enfance d'un chef ou encore la série TV Highlander.
- 21e édition : Michel Crémadès, acteur, invité spécial.